# Zona taljenja
Zona taljenja (kratica: ZT), zavar, navar ili šav je dio površine poprečnog presjeka zavarenog spoja koji je bio rastaljen. Sastoji se najčešće od mješavine osnovnog materijala i dodatnog materijala, ali ponekad samo od dodatnog materijala (lemljenje) ili samo od osnovnog materijala (zavarivanje bez dodatnog materijala).
Metalna kupka je obujam rastaljenog metala u trenutku zavarivanja. Osnovni materijal je materijal koji se zavaruje, lemi ili reže. Dodatni materijal je materijal koji se dodaje u zoni taljenja pri zavarivanju, lemljenju ili nabrizgavanju.

## Nastajanje zone taljenja
U kapljicama rastaljenog metala i metalnoj kupki zavara dolazi do sličnih pojava kao pri taljenju metala u pećima. Javlja se međusobno djelovanje rastaljenog metala, troske i okolne atmosfere. Djelovanjem izvora topline dolazi do izgaranja pojedinih elemenata: ugljika, mangana, silicija, kroma, nikla, titanija i drugih, ili je pak moguće iz troske (obloga elektrode, prah) dolegirati rastaljeni metal raznim elementima. Zbog utjecaja atmosfere oko rastaljenog metala i sastava rastaljenog metala, dolazi u većoj ili manjoj mjeri do stavaranja oksida, nitrida, karbida, karbonitrida, sulfida, eutektika, intermetalnih spojeva i drugih faza. Metalna kupka se može sastojati samo od osnovnog materijala, ako ne koristimo dodatni materijal, ili najčešće, od mješavine dodatnog i osnovnog materijala, jer pri zavarivanju dolazi do taljenja rubova koje zavarujemo. Kod lemljenja zone taljenja se sastoji samo od dodatnog materijala.
Kasnije dolazi do kristalizacije - skrućavanja kupke i taj dio spoja nazivamo zona taljenja. Daljim hlađenjem u zoni taljenja, ovisno o vrsti metala, može doći do strukturnih promjena, izlučivanja različitih faza i pojave grešaka (pore, pukotine). Konačni kemijski sastav i kristalna struktura zone taljenja moraju se naći u određenim granicama kao npr. kod čeličnog lijeva, da bismo postigli određena mehanička, antikorozijska i eventualno neka druga svojstva. Kod zavarivanja pod pritiskom, do spajanja dolazi difuzijom pored koje se može javiti i kristalizacija, ali taljenje u principu nije potrebno. U zoni taljenja kod zavarivanja u više prolaza, pojavit će se pojedine zone utjecaja topline oko svakog prolaza.